# 谢勒-斯普
谢勒-斯普（法語：Chelle-Spou，法語發音：[ʃɛl spu]）是法国上比利牛斯省的一个市镇，属于巴涅尔德比戈尔区。该市镇由谢勒德叙（Chelle-Dessus）和斯普（Spou）两个村庄组成。

## 地理
谢勒-斯普（43°8'11"N, 0°14'32"E）面积4.58 平方千米，位于法国奧克西塔尼大區上比利牛斯省，该省份为法国西南部内陆省份，北至热尔省，西接大西洋比利牛斯省，南与西班牙接壤，东临上加龙省。
与谢勒-斯普接壤的市镇（或旧市镇、城区）包括：奥宗、阿尔蒂格米、锡约塔、古尔格、里科。

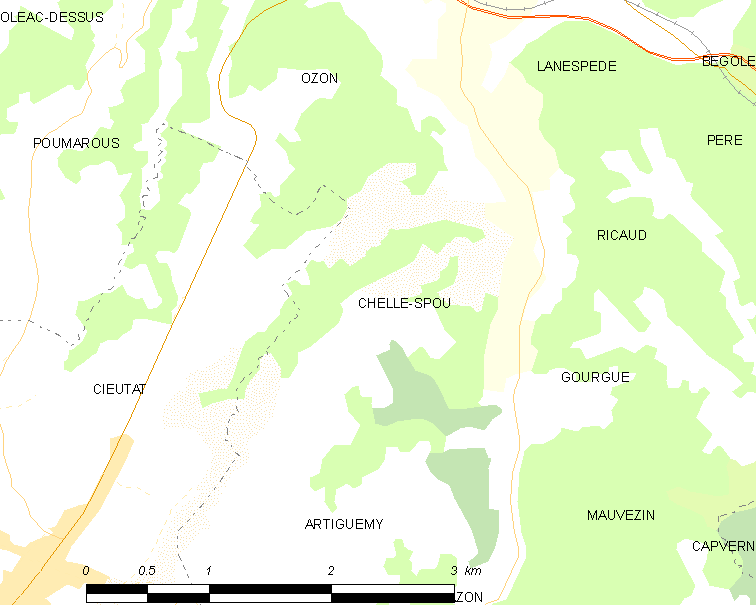
谢勒-斯普的OSM定位图

谢勒-斯普的时区为UTC+01:00、UTC+02:00（夏令时）。

## 行政
谢勒-斯普的邮政编码为65130，INSEE市镇编码为65143。

## 政治
谢勒-斯普所属的省级选区为阿罗斯河与巴伊斯河谷县。

## 人口

1962-2008年间谢勒-斯普人口变化图示

谢勒-斯普于2022年1月1日时的人口数量为107人。